# Rolf Landerl
Rolf Landerl (né le 24 octobre 1975 à Vienne) est un footballeur international autrichien devenu entraîneur.

## Palmarès
- 1 Coupe de Slovaquie de football : 1995
- 1 Coupe de Hongrie de football : 2005

## Sélections
- 1 sélection (0 but) avec l'équipe d'Autriche en 2002.